# Bernard Pascual
Bernard Pascual est un footballeur français né le 10 avril 1967  à Aubervilliers (Seine). Il évoluait au poste de défenseur.

## Biographie
Bernard Pascual joue principalement en faveur de l'AS Beauvais et du Havre AC. Au total, il dispute 115 matchs en Division 1 et 180 matchs en Division 2.
En 2004, il devient le recruteur en chef du Havre AC. Après l'arrivée de Reda Hammache en tant que directeur sportif au Nîmes Olympique en 2019, le club gardois crée pour la première fois une cellule de recrutement. En juillet 2020, il est alors nommé responsable en chef de cette cellule avec deux recruteurs sous sa direction.